# Găvănești
Găvănești è un comune della Romania di 2 245 abitanti, ubicato nel distretto di Olt, nella regione storica dell'Oltenia. 
Il comune è formato dall'unione di 3 villaggi: Broșteni, Dâmburile, Găvănești.
Găvănești è divenuto comune autonomo nel corso del 2003, staccandosi dal comune di Baldovinești.